# Châtelard (ruisseau)
Pour les articles homonymes, voir Châtelard et Le Châtelard.
Le Châtelard, dit aussi Ruisseau des Épeaux, est un petit cours d'eau du sud-ouest de la Charente-Maritime. Long de 5,2 kilomètres, c'est un affluent de la rive droite de la Seudre.
Il prend sa source au lieu-dit « La Font », sur la commune de Meursac (canton de Saintonge Estuaire), et s'écoule suivant un axe nord/sud à travers une petite combe. Au niveau du lieu-dit « La Commanderie », il est rejoint par l'Ombrail, modeste ruisseau qui prend sa source non loin de là. Il suit ensuite un axe nord-est/sud-ouest, passe un peu à l'ouest du hameau des Épeaux, serpente à travers bosquets et étendues verdoyantes, arrose les lieux-dits « La Groie », « Les Ambleaux » et « Chez Suire », passe dans le hameau des Châtelards, au pied du château du même nom, et vient finalement se jeter dans la Seudre, canalisée à cet endroit, non loin de la limite administrative avec la commune de Grézac (canton de Saujon).
Le Châtelard était autrefois ponctué de plusieurs moulins à eau, dont beaucoup ont disparu. Ses rives accueillent une ripisylve riche d'une faune et d'une flore variées.